# 다끄롱현
다끄롱현(베트남어: Huyện Đa Krông)은 베트남 북중부 지방 꽝찌성의 현이다.

## 행정 구역
다끄롱은 1시진, 12사를 관할하고 있다.

### 시진
- 끄롱끌랑 시진 (Thị trấn Krông Klang)

### 사
- 아붕 사 (Xã A Bung, 阿蓬社)
- 아응오 사 (Xã A Ngo, 阿吳社)
- 아바오 사 (Xã A Vao, 阿杳社)
- 발롱 사 (Xã Ba Lòng, 巴龍社)
- 바낭 사 (Xã Ba Nang, 巴能社)
- 다끄롱 사 (Xã Đa Krông)
- 훅응이 사 (Xã Húc Nghì, 頊儀社)
- 흐엉히엡  사 (Xã Hướng Hiệp, 向協社)
- 모오 사 (Xã Mò Ó, 暮鳥社)
- 딸롱 사 (Xã Tà Long, 椰隆社)
- 따룻 사 (Xã Tà Rụt, 椰律社)
- 쩨우응우옌 사 (Xã Triệu Nguyên, 肇源社)